# Gaetano Starrabba
Principe Gaetano Starrabba di Giardinelli (* 3. Dezember 1932 in Palermo) ist ein ehemaliger italienischer Autorennfahrer.

## Karriere
Der sizilianische Adelige Gaetano Starrabba begann seine Karriere Mitte der 1950er-Jahre in Italien. Er fuhr Sportwagenrennen, zuerst mit einem 2-Liter-Maserati, den er bald durch einen Ferrari 500TR ersetzte. 1958 wurde er damit Siebter bei der Targa Florio. Sein Teamkollege war der legendäre Ferrari-Veteran Franco Cortese.
1961 erwarb Starrabba ein Lotus-18-Chassis und bestückte dieses mit einem Vierzylinder-Maserati-Motor. Mit diesem durchaus renntauglichen Wagen bestritt er zwischen 1961 und 1963 einige Rennen. 1963 wurde er Sechster beim Gran Premio di Siracusa und Fünfter beim Gran Premio di Roma. 1961 war er mit Lotus beim Großen Preis von Italien an den Start gegangen. Das Rennen konnte er nach einem Motorschaden nicht beenden.
Ab 1964, nach einem kurzen Ausflug in die Formel 3 mit dem Giannini-Brabham, fuhr er wieder Sportwagenrennen bis zum Ende des Jahrzehnts.

## Statistik

### Statistik in der Automobil-Weltmeisterschaft
Diese Statistik umfasst alle Teilnahmen des Fahrers an der Automobil-Weltmeisterschaft, die heutzutage als Formel-1-Weltmeisterschaft bezeichnet wird.

#### Gesamtübersicht
| Saison | Team                       | Chassis  | Motor           | Rennen | Siege | Zweiter | Dritter | Poles | schn. Rennrunden | Punkte | WM-Pos. |
| ------ | -------------------------- | -------- | --------------- | ------ | ----- | ------- | ------- | ----- | ---------------- | ------ | ------- |
| 1961   | Principe Gaetano Starrabba | Lotus 18 | Maserati 1.5 L4 | 1      | −     | −       | −       | −     | −                | −      | NC      |
| Gesamt | Gesamt                     | Gesamt   | Gesamt          | 1      | −     | −       | −       | −     | −                | −      |         |

#### Einzelergebnisse
| Saison | 1 | 2 | 3 | 4 | 5 | 6   | 7 | 8 |
| ------ | - | - | - | - | - | --- | - | - |
| 1961   |   |   |   |   |   |     |   |   |
|        |   |   |   |   |   | DNF |   |   |

| Legende  | Legende            | Legende                                                          |
| Farbe    | Abkürzung          | Bedeutung                                                        |
| -------- | ------------------ | ---------------------------------------------------------------- |
| Gold     | –                  | Sieg                                                             |
| Silber   | –                  | 2. Platz                                                         |
| Bronze   | –                  | 3. Platz                                                         |
| Grün     | –                  | Platzierung in den Punkten                                       |
| Blau     | –                  | Klassifiziert außerhalb der Punkteränge                          |
| Violett  | DNF                | Rennen nicht beendet (did not finish)                            |
| Violett  | NC                 | nicht klassifiziert (not classified)                             |
| Rot      | DNQ                | nicht qualifiziert (did not qualify)                             |
| Rot      | DNPQ               | in Vorqualifikation gescheitert (did not pre-qualify)            |
| Schwarz  | DSQ                | disqualifiziert (disqualified)                                   |
| Weiß     | DNS                | nicht am Start (did not start)                                   |
| Weiß     | WD                 | zurückgezogen (withdrawn)                                        |
| Hellblau | PO                 | nur am Training teilgenommen (practiced only)                    |
| Hellblau | TD                 | Freitags-Testfahrer (test driver)                                |
| ohne     | DNP                | nicht am Training teilgenommen (did not practice)                |
| ohne     | INJ                | verletzt oder krank (injured)                                    |
| ohne     | EX                 | ausgeschlossen (excluded)                                        |
| ohne     | DNA                | nicht erschienen (did not arrive)                                |
| ohne     | C                  | Rennen abgesagt (cancelled)                                      |
| ohne     | keine WM-Teilnahme |                                                                  |
| sonstige | P/fett             | Pole-Position                                                    |
| sonstige | 1/2/3/4/5/6/7/8    | Punktplatzierung im Sprint-/Qualifikationsrennen                 |
| sonstige | SR/kursiv          | Schnellste Rennrunde                                             |
| sonstige | *                  | nicht im Ziel, aufgrund der zurückgelegten Distanz aber gewertet |
| sonstige | ()                 | Streichresultate                                                 |
| sonstige | unterstrichen      | Führender in der Gesamtwertung                                   |

### Einzelergebnisse in der Sportwagen-Weltmeisterschaft
| Saison | Team                                  | Rennwagen               | 1   | 2   | 3   | 4   | 5   | 6   | 7   | 8   | 9   | 10  | 11  | 12  | 13  | 14  | 15  | 16  | 17  | 18  | 19  | 20  |
| ------ | ------------------------------------- | ----------------------- | --- | --- | --- | --- | --- | --- | --- | --- | --- | --- | --- | --- | --- | --- | --- | --- | --- | --- | --- | --- |
| 1955   |                                       | Maserati A6GCS          | BUA | SEB | MIM | LEM | RTT | TAR |     |     |     |     |     |     |     |     |     |     |     |     |     |     |
| 1955   |                                       | Maserati A6GCS          |     |     | 10  |     |     |     |     |     |     |     |     |     |     |     |     |     |     |     |     |     |
| 1958   |                                       | Ferrari 500TRC          | BUA | SEB | TAR | NÜR | LEM | RTT |     |     |     |     |     |     |     |     |     |     |     |     |     |     |
| 1958   |                                       | Ferrari 500TRC          | 7   |     |     |     |     |     |     |     |     |     |     |     |     |     |     |     |     |     |     |     |
| 1959   | Gaetano Starrabba                     | Ferrari 500TRC          | SEB | TAR | NÜR | LEM | RTT |     |     |     |     |     |     |     |     |     |     |     |     |     |     |     |
| 1959   | Gaetano Starrabba                     | Ferrari 500TRC          | DNF |     |     |     |     |     |     |     |     |     |     |     |     |     |     |     |     |     |     |     |
| 1960   | Scuderia Serenissima                  | Osca MT4                | BUA | SEB | TAR | NÜR | LEM |     |     |     |     |     |     |     |     |     |     |     |     |     |     |     |
| 1960   | Scuderia Serenissima                  | Osca MT4                | DNF |     |     |     |     |     |     |     |     |     |     |     |     |     |     |     |     |     |     |     |
| 1965   | Scuderia Pegaso                       | Ferrari 250 GTO         | DAY | SEB | BOL | MON | MON | RTT | TAR | SPA | NÜR | MUG | ROS | LEM | REI | BOZ | FRE | CCE | OVI | NÜR | BRI | BRI |
| 1965   | Scuderia Pegaso                       | Ferrari 250 GTO         |     |     |     |     |     |     | 12  |     |     | DNF |     |     |     |     |     |     |     |     |     |     |
| 1966   | Scuderia Pegaso                       | Ferrari 250LM           | DAY | SEB | MON | TAR | SPA | NÜR | LEM | MUG | CCE | HOK | SIM | NÜR | ZEL |     |     |     |     |     |     |     |
| 1966   | Scuderia Pegaso                       | Ferrari 250LM           | 16  |     |     |     |     |     |     |     |     |     |     |     |     |     |     |     |     |     |     |     |
| 1967   | Clemente Ravetto                      | Ferrari Dino 206S       | DAY | SEB | MON | SPA | TAR | NÜR | LEM | HOK | MUG | BRH | CCE | ZEL | OVI | NÜR |     |     |     |     |     |     |
| 1967   | Clemente Ravetto                      | Ferrari Dino 206S       | DNF |     |     |     |     |     |     |     |     |     |     |     |     |     |     |     |     |     |     |     |
| 1968   | Scuderia Brescia Corse Carlo Ferlaino | Porsche 906 Porsche 911 | DAY | SEB | BRH | MON | TAR | NÜR | SPA | WAT | ZEL | LEM |     |     |     |     |     |     |     |     |     |     |
| 1968   | Scuderia Brescia Corse Carlo Ferlaino | Porsche 906 Porsche 911 |     |     |     | 21  | 16  |     |     |     |     |     |     |     |     |     |     |     |     |     |     |     |